# 환경 범죄
환경범죄(環境犯罪)는 인간의 건강에 위해를 주거나 환경을 저해하는 환경오염 행위나 이에 관련된 행위를 하여 성립하는 범죄이다. 이러한 불법 활동에는 환경, 야생 동물, 생물 다양성 및 천연 자원이 포함된다. G7, 인터폴, 유럽 연합, 유엔 환경 프로그램, 유엔 지역 간 범죄 및 정의 연구소와 같은 국제 기구는 다음과 같은 환경 범죄를 인정했다.
- 야생동물 범죄: 멸종위기에 처한 동식물종의 국제거래에 관한 협약(CITES)을 위반하여 멸종위기종을 불법적으로 거래하는 행위
- 불법 채굴: 오존층을 고갈시키는 물질에 관한 1987년 몬트리올 의정서를 위반하여 오존층을 파괴하는 물질(ODS)을 밀수하는 행위
- 오염 범죄: 유해 폐기물 및 기타 폐기물의 국가간 이동 및 처리 통제에 관한 1989년 바젤 협약을 위반하는 유해 폐기물의 투기 및 불법 거래
- 다양한 지역 수산 관리 기관이 부과한 통제를 위반하는 불법적이고, 보고되지 않은, 규제되지 않은 어업
- 국법을 위반하여 불법 벌목 및 도난 목재 관련 거래

환경 범죄는 기업, 파트너십, 조합, 신탁, 연금 기금 및 비영리 단체 등의 조직에서 저지르는 범죄의 거의 1/3을 차지한다. 이는 세계에서 네 번째로 큰 범죄 행위이며 매년 5~7%씩 증가하고 있다. 이러한 범죄는 기소될 수 있다. 인터폴은 국제 경찰 협력을 촉진하고 회원국이 국내 및 국제 환경법과 조약을 효과적으로 집행하도록 지원한다. 인터폴은 1992년부터 환경 범죄에 맞서 싸우기 시작했다.

## 환경범죄의 종류
- 대기환경오염범죄
- 수질오염범죄
- 소음진동범죄
- 폐기물범죄

## 같이 보기
- 환경세
- 환경 문제
- 환경법
- 야생동물밀수
- 밀렵